# 港头镇 (新沂市)
港头镇，是中华人民共和国江苏省徐州市新沂市下辖的一个乡镇级行政单位。

## 行政区划
港头镇下辖以下地区：
港头村、新圩村、大营村、潼沟村、半城村、戴沟村、后行村、板桥村、纪滩村、蒋黄村和傅庄村。